# 曹不興
曹不興（？—？），又作曹弗兴，三國時期東吳吴兴人。著名畫家。

## 生平
生卒年不详。曹不興爲孫權畫屏風，不小心將一滴墨汁掉在屏風上，他便改畫墨汁成蒼蠅。當送上屏風時，孫權以爲是真蒼蠅飛到了畫上，揮揮手想把它彈走。
228年10月，孫權遊青溪，相傳看到一條赤龍由天而降，在水上而行。因此，便命曹不興畫其形狀，因繪得出色而得到孫權的讚賞。此畫一直留下，到宋文帝時，還常用這條赤龍求雨。當時大臣謝赫在秘閣見曹氏所畫龍頭，還誤以爲是真龍降臨。
曹不興擅長畫龍、虎、馬及人物，他曾把五十尺絹連在一起，畫一人像，心明手快，運筆而成。人物頭、臉、手、足、胸腹、肩背，無一毫失誤。與同時期擅長不同技藝的吳範、劉惇、趙達、皇象、嚴武、宋壽和鄭嫗合稱東吳「八絕」。
三國時期，相傳康僧会遠遊至吳，孫權爲他建造建初寺。曹不興便開始畫佛像畫，或繪卷軸以供禮拜，或圖寺壁以助莊嚴。曹不興成爲中國最早的佛像畫家，對佛教東傳起到一定的推動。他的《玄女授黄帝兵符图》在北宋宫廷秘藏书画中被称为第一（曹髦《卞庄子刺虎图》为第二，谢雉《烈女贞洁图》第三）。《历代名画记》载：“不兴有杂纸画《龙虎图》，纸画《青溪龙》、《赤盘龙》、《南海监牧》等十种，《马夷子》、《蛮兽样》、《龙头样》等四种，并传于前代。”
他的畫風由衛協所承，再傳顧愷之、陸探微、張僧繇等。